# Hallam Foe – This Is My Story
Hallam Foe – This Is My Story (deutscher Alternativtitel: Hallam Foe – Aus dem Leben eines Außenseiters) ist ein britisches Filmdrama von David Mackenzie aus dem Jahr 2007, das auf dem gleichnamigen Roman von Peter Jinks basiert. Es ist Mackenzies vierter Kinofilm und bereits sein zweiter Film (nach „Stellas Versuchung“ 2005), der als offizieller Beitrag im Wettbewerb der Berlinale zu sehen war. Dort fand auch die Weltpremiere am 16. Februar 2007 statt.

## Handlung
Der 17-jährige Hallam Foe führt kein einfaches Leben: Er kann nicht glauben, dass seine Mutter sich das Leben genommen hat, und verdächtigt seine Stiefmutter Verity, mit der sein Vater schon vor dem Tod seiner Mutter eine Affäre hatte. So entwickelt er ein ungewöhnliches Hobby: Von seinem Baumhaus aus beobachtet er durch ein Fernglas den Alltag seiner Mitmenschen, insbesondere seiner Stiefmutter. Dadurch erhofft er sich Hinweise auf ihre Schuld am Tod der Mutter. Doch im Lauf der Zeit fühlt sich Hallam auch körperlich zu ihr hingezogen. Nachdem die Eltern ihn auf ein Internat schicken wollen, um ihn von seinem Hobby abzubringen, und seine Stiefmutter ihn verführt hat, flüchtet Hallam voller Panik von den schottischen Highlands nach Edinburgh. Nur mit dem Nötigsten und kaum Geld in der Tasche zieht es ihn dort auf die Dächer, um seiner voyeuristischen Leidenschaft nachzugehen.
Bald entdeckt er Kate, die ihn vom Aussehen her an seine Mutter erinnert. Er ist von der Personalchefin eines Luxushotels so sehr fasziniert, dass es nicht lange beim passiven Beobachten bleibt. Hallam will ihr näher sein; er spricht sie an und schafft es, dass sie ihm einen Job als Tellerwäscher vermittelt. Dadurch kann sich Hallam immer näher an Kates Leben herantasten. Nach der Arbeit versteckt er sich auf seinem Beobachtungsposten im Turm des Hotels; andere Menschen jedoch beobachtet er nur noch nebenbei, vielmehr wird er zum Beschützer von Kate und malt sich ein Leben mit ihr aus.
Dieser Zustand wird durch den Hotelmanager Alasdair zerstört, der außerhalb seiner Ehe eine sexuelle Beziehung mit Kate führt. Alasdair erwischt Hallam beim Beobachten von Kate. Als er in dem Moment in Kates Wohnung eindringt, als Alasdair gewalttätig wird, kann er sie, trotz ihrer anfänglichen Abwehr, für sich gewinnen.
Es entwickelt sich eine enge Beziehung zwischen den beiden, und Kate begleitet ihn sogar bei seiner Erkundungstour auf den Dächern. Nachdem Hallam bei der Polizei Anzeige gegen seine Stiefmutter erstattet hat, kommen sein Vater und Verity nach Edinburgh und stellen ihn zur Rede, doch Hallam glaubt ihnen nicht.
Hallam kehrt heimlich nach Hause zurück. Nachdem er versucht hat, seine Stiefmutter zu ertränken, sie aber im letzten Moment rettet, erfährt er die ganze Wahrheit: Sie hatte mit dem Tod seiner Mutter nichts zu tun, sondern der Vater hatte das Boot zerstört, um seine lebensmüde Frau davon abzubringen, auf den See hinauszufahren. Dies konnte sie jedoch nicht davon abhalten sich umzubringen, sie fuhr hinaus und ertrank unter einer Überdosis Schlaftabletten. Der Vater gesteht Hallam, wie er sie im Bad in ihrem Arzneischränkchen hatte kramen hören und nichts dagegen unternahm, weil er sie aufgegeben hatte. Hallam fragt sich, warum ihn seine Mutter nicht genug geliebt hat, um bei ihm zu bleiben.
Als er erneut Kate besucht, hat sie bereits einen neuen Mann im Bett. Sie sagt Hallam, dass sie in Beziehungsdingen nicht gut sei, und rät ihm, sich anderswo Hilfe zu suchen. Hallam geht fort.

## Trackliste des Soundtracks
Sämtliche Künstler auf dem Soundtrack sind beim Londoner Indie-Label Domino Records unter Vertrag.
1. Blue Boy (Orange Juice)
2. Here On My Own (U.N.P.O.C.)
3. The Someone Else (King Creosote)
4. Broken Bones (Sons and Daughters)
5. Double Shadow (Junior Boys)
6. If You Could Read Your Mind (Clinic)
7. Battle At The Gates Of Dub (Future Pilot)
8. Lines Low To Frozen Ground (Hood)
9. Hallam Foe Dandelion Blow (Franz Ferdinand)
10. Tricycle (Psapp)
11. Surf Song (James Yorkston & The Athletes)
12. Also In White (Bill Wells Trio)
13. Salvese Quien Pueda (Juana Molina)
14. They Nicknamed Me Evil (Cinema)
15. I Hope That You Get What You Want (Woodbine)
16. Ocean Song (Movietone)

## Hintergrund
- David Mackenzie zog im gleichen Alter nach Edinburgh und fand auch im selben Hotel seine erste Anstellung wie Hallam Foe. Er betont jedoch, dass nichts an dieser Geschichte autobiografisch sei.
- In allen vier Filmen von Mackenzie spielen Außenseiter eine gewisse Rolle.
- Der Film basiert auf dem Roman von Peter Jinks, der ein Freund von Mackenzie ist. Die Geschichte wurde nur unwesentlich geändert, da der Roman über einen längeren Zeitraum spielt als es Mackenzie für die Intensität des Films für sinnvoll hielt.
- Der Film lief am 30. August 2007 in den deutschen Kinos an.
- Die FSK änderte die ursprüngliche Freigabe ab 16 Jahren nach etwa fünf Monaten auf eine Freigabe ab 12 Jahren. Die DVD mit der neu gekennzeichneten Version des Filmes ist seit dem 6. März 2008 im Handel erhältlich.
- Der deutsche Titel der neu gekennzeichneten Version lautet Hallam Foe – Anständig durchgeknallt.

## Auszeichnungen
Der Film war 2007 im Wettbewerb der Filmfestspiele von Berlin vertreten, wo er sich im Rennen um den Goldenen Bären für den besten Film des Festivals Wang Quan’ans Filmdrama Tuyas Hochzeit geschlagen geben musste, jedoch mit dem „Silbernen Bären für die Beste Filmmusik“ und dem „Preis der Gilde der deutschen Filmkunsttheater“ ausgezeichnet wurde.

## Kritiken
- Der Tagesspiegel:
„Top ‚Hallam Foe‘ von David Mackenzie. Weil es noch nie jemand gewagt hat, so dreist ‚Das Fenster zum Hof‘ und ‚Vertigo‘ mit ‚Hamlet‘ zu kreuzen, voller Witz, Ernst und sozialer Genauigkeit.“[3]
- Filmstarts.de:
„Der Film, dessen dunkle Seite ein wenig an ‚Das Auge‘ (1999) erinnert, schafft es immer wieder zu überraschen, sei es durch die kaum vorhersehbare Handlung, oder durch die pointierten mitunter sehr witzigen Dialoge. Die Story, die sich immer mal wieder bei Hitchcock bedient, steht mit einem Bein im Fantastischen: Die Macken des Protagonisten sind Übersteigerungen bekannter psychosozialer Störungen, gekoppelt mit einigen zuschauerwirksamen Skurrilitäten, wie der Dachsmütze, der Wohnung hinter der Turmuhr (usw.), was dem Ganzen einen märchenhaften Touch verleiht.“[4]
- Berliner Zeitung:
„Im Soundtrack gibt es einen neuen Song von Franz Ferdinand zu hören und außerdem Musik von diversen anderen Künstlern des Domino-Labels, zum Beispiel von Juana Molina, Sons & Daughters und Four Tet. Daraus ergibt sich sicher eine schöne Schallplatte; was nichts daran ändert, dass der zur Schallplatte zugehörige Film weder interessante Figuren besitzt noch nennenswerte Konflikte oder eine Handlung, die diesen Namen verdient. Man könnte auch sagen, dass er nicht die geringste Antwort auf die Frage erkennen lässt, was er im Wettbewerb eines internationalen Filmfestivals zu suchen haben könnte; womit er zum Wettbewerb dieses heute zu Ende gehenden internationalen Filmfestivals andererseits aber auch wieder gut passt.“[5]
- Lexikon des Internationalen Films:
„Der von einem überragenden Darsteller getragene Film verbindet zwei Geschichten der Muttersuche lose miteinander, wobei er in der Mischung mannigfaltiger Elemente alle Genregrenzen sprengt, doch im überzeugenden Finale wieder zur Einheit aus inneren und äußeren Wahrheiten findet. Ästhetisch ein Hochgenuss mit leichten dramaturgischen Schnitzern.“[6]